# Andria Kozica
Andria Viktoria Kozica ist eine US-amerikanische Schauspielerin, Synchronsprecherin und Filmproduzentin.

## Leben
Kozica stammt aus Chicago. Sie spricht fließend Litauisch und verfügt über Kenntnisse in Französisch. Sie machte ihren Abschluss an der Tisch School of the Arts. Sie vertiefte ihre Schauspielkenntnisse am Stella Adler Studio of Acting. 2007 gab sie im Fernsehfilm The Band ihr Filmschauspieldebüt. Zwei Jahre später erhielt sie eine Episodenrolle in der Fernsehserie Alles Betty!. Nach einer Rolle im Spielfilm Solitary Child erhielt sie Rollenbesetzungen in verschiedenen Kurzfilmproduktionen.
2013 verkörperte Kozica die Rolle der Spencer im B-Movie Attila – Master of an Empire. 2014 erhielt sie eine Episodenrolle in der Fernsehserie Black-ish. 2015 spielte sie in fünf Episoden der Fernsehserie Tapped Out die Rolle der Louise Kaye. Als Synchronsprecherin war sie unter anderen in den englischen Sprachfassungen der Fernsehserie Ad Vitam, Kojoten und Christmas Flow zu hören.
Sie gehört zum Ensemble der IAMA Theatre Co und wirkte unter anderen in den Theaterstücken Celestial Events, A Man Named River, Smile (StageSceneLA Outstanding Lead Performance) und The Last Bohemian mit.

## Filmografie (Auswahl)

### Schauspiel
- 2007: The Band (Fernsehfilm)
- 2009: Alles Betty! (Ugly Betty, Fernsehserie, Episode 3x19)
- 2011: Solitary Child
- 2011: Cock Tales (Kurzfilm)
- 2012: Gutshot (Kurzfilm)
- 2012: Exhibit, 12 (Kurzfilm)
- 2013: Alpha (Kurzfilm)
- 2013: Ready or Not (Kurzfilm)
- 2013: Attila – Master of an Empire (Attila)
- 2014: Meeting Mr. Reich (Kurzfilm)
- 2014: Due North (Kurzfilm)
- 2014: Black-ish (Fernsehserie, Episode 1x04)
- 2015: Tapped Out (Fernsehserie, 5 Episoden)
- 2015: Go Bag (Kurzfilm)
- 2016: Blow Your Own Trumpet (Fernsehserie, Episode 1x08)
- 2018: The Cheat Sheet (Kurzfilm)
- 2019: Sestra, Sestra (Miniserie, Episode 1x04)
- 2019: To my Pink Lady (Kurzfilm)
- 2023: Birds, Bees, and Threes (Kurzfilm)
- 2024: Low Expectations (Fernsehserie, Episode 1x02)

### Synchronisationen
- 2018: Ad Vitam (Fernsehserie, Episode 1x05)
- 2021: Kojoten (Coyotes, Fernsehserie, 6 Episoden)
- 2021: Christmas Flow (Fernsehserie, 3 Episoden)

### Produktion
- 2014: Meeting Mr. Reich (Kurzfilm)
- 2015: BB Dakota: The Escape (Kurzfilm)
- 2015: BB Dakota: Hardcove (Kurzfilm)
- 2015: Go Bag (Kurzfilm)
- 2018: The Cheat Sheet (Kurzfilm)

## Theater (Auswahl)
- Crazy For You, Circle Theatre, Chicago
- Oklahoma!, The Reber Centre, Chicago
- Macbeth, The Reber Centre, Chicago
- As You Like It, Stella Adler Studio NYU
- A Lovely Sunday for Creve Coeur, Stella Adler Studio NYU
- The Clean House, Stella Adler Studio NYU
- I Am a Camera, Stella Adler NYU
- I Stand Before You Naked, The Red Room Theatre, NYC
- Danny and the Deep Blue Sea, The Gene Frankel Theatre, NYC
- Hello from Bertha, Warped Mirror Theatre Co
- The Shadow Box, The Collective Studio
- A Midsummer Night’s Dream, The Spare Change Series
- Talking to Terrorists, HCLAB Theatre Co
- Cymbeline, Shakespeare by the Sea
- Design for Living, Celebration Theatre
- Les Liaisons Dangereuses, Spotlight Theatre
- Lebensraum (*Ovation Nominated*), HCLAB Theatre Co
- American Hero, IAMA Theatre Co
- Boeing Boeing, Little Fish Theatre
- The Understudy, Bull & Bearer Theatre Co
- Much Ado About Nothing, Sierra Madre Shakespeare Fest
- Celestial Events, IAMA Theatre Co
- A Man Named River, IAMA Theatre Co
- Smile (StageSceneLA Outstanding Lead Performance), IAMA Theatre Co
- The Last Bohemian, IAMA Theatre Co